# Orden ejecutiva 9066

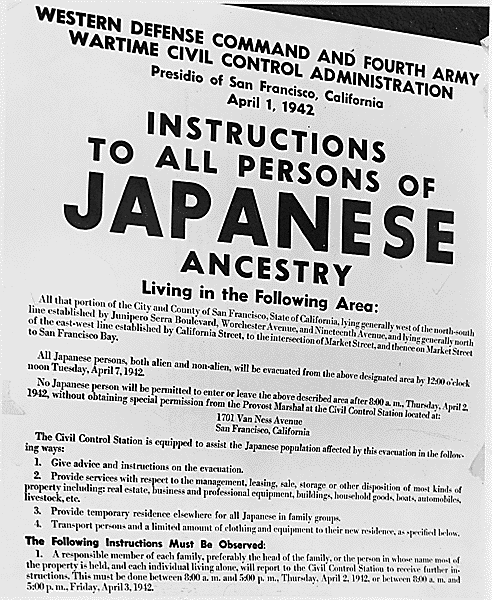
Cartel notificando a las personas de ascendencia japonesa que se presenten para ser encarceladas.

La Orden Ejecutiva 9066 fue una orden ejecutiva presidencial de Estados Unidos firmada y emitida durante la Segunda Guerra Mundial por el presidente estadounidense Franklin D. Roosevelt el 19 de febrero de 1942. "Esta orden autorizaba el traslado forzoso de todas las personas consideradas una amenaza para la seguridad nacional desde la costa oeste a "centros de reubicación" en el interior del país, lo que supuso el encarcelamiento de japoneses-americanos". Dos tercios de las 125.000 personas desplazadas eran ciudadanos estadounidenses.
Cabe destacar que el número de estadounidenses de ascendencia asiática internados a la fuerza fue mucho mayor que el de estadounidenses de ascendencia europea, tanto en total como en proporción a sus poblaciones relativas. Los estadounidenses de origen alemán e italiano que fueron enviados a campos de internamiento durante la guerra lo fueron en virtud de las disposiciones de la Proclamación Presidencial 2526 y la Ley del Enemigo Extranjero, parte de la Ley de Extranjería y Sedición de 1798.

## Transcripción de la Orden ejecutiva 9066
El texto de la Orden Ejecutiva 9066 era el siguiente:
Orden ejecutiva N.º 9066
Orden ejecutiva

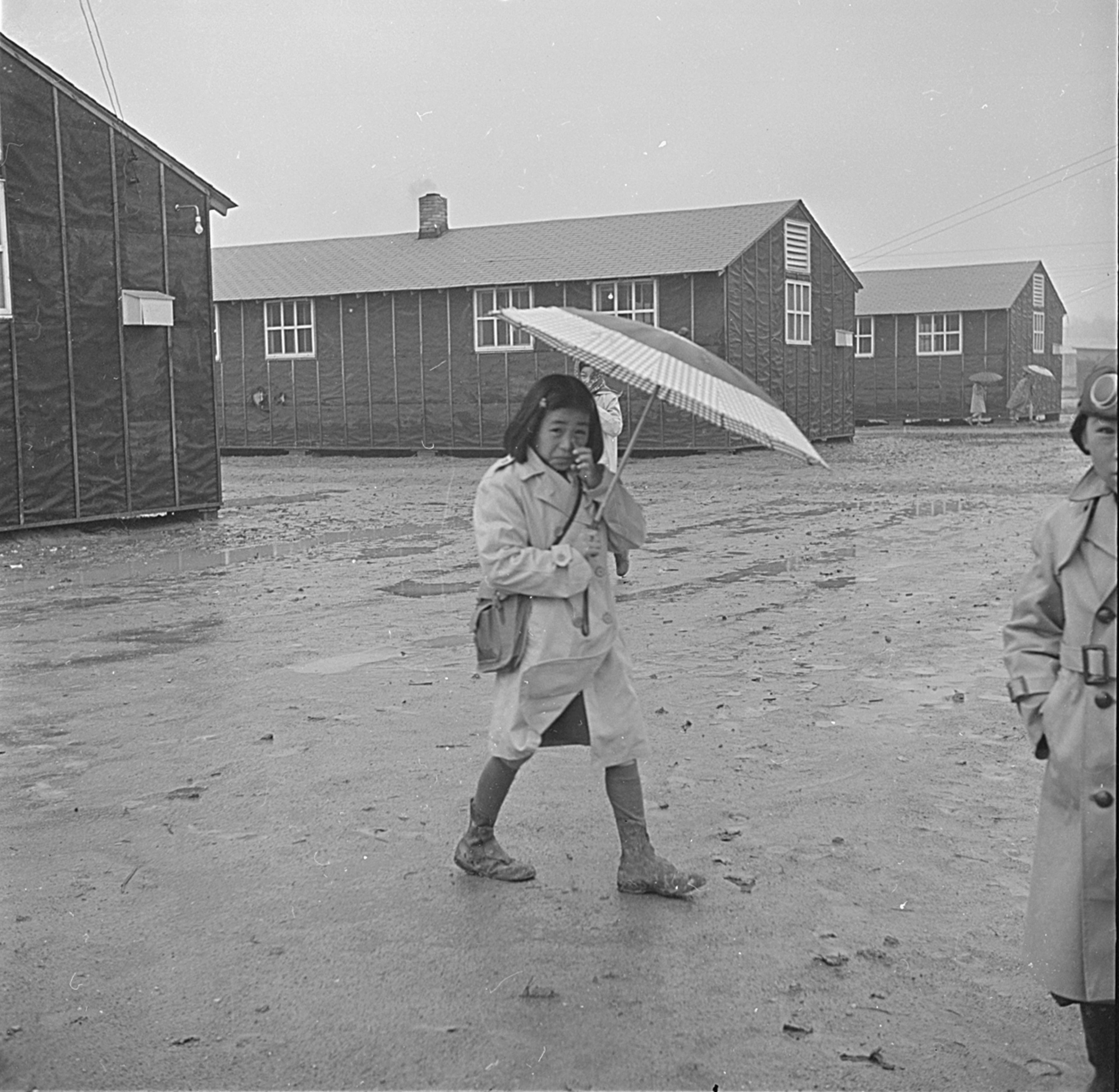
Una niña detenida en Arkansas camina hacia la escuela en 1943.

Autorización al Secretario de Guerra para prescribir zonas militaresConsiderando que la prosecución con éxito de la guerra requiere toda la protección posible contra el espionaje y contra el sabotaje del material de defensa nacional, las instalaciones de defensa nacional y los servicios públicos de defensa nacional, tal como se definen en la Sección 4 de la Ley de 20 de abril de 1918, 40 ítem 533, modificada por la Ley de 30 de noviembre de 1940, 54 ítem 1220, y la Ley de 21 de agosto de 1941, 55 ítem 655 (U.S.C., Título 50, Sec. 104);
Ahora, por lo tanto, en virtud de la autoridad que me ha sido conferida como Presidente de los Estados Unidos, y Comandante en Jefe del Ejército y la Armada, por la presente autorizo y ordeno al Secretario de Guerra, y a los Comandantes Militares que él pueda designar ocasionalmente, siempre que él o cualquier Comandante designado considere que tal acción es necesaria o deseable, a prescribir zonas militares en los lugares y con la extensión que él o el Comandante Militar correspondiente determinen, de las que se podrá excluir a cualquier persona o a todas las personas, y con respecto a las cuales, el derecho de cualquier persona a entrar, permanecer o salir estará sujeto a las restricciones que el Secretario de Guerra o el Comandante Militar correspondiente puedan imponer a su discreción. Por la presente, se autoriza al Secretario de Guerra a proporcionar a los residentes de cualquiera de dichas áreas que sean excluidos de las mismas, el transporte, la alimentación, el alojamiento y otras comodidades que puedan ser necesarias, a juicio del Secretario de Guerra o del Comandante Militar mencionado, y hasta que se tomen otras disposiciones, para cumplir con el propósito de esta orden. La designación de áreas militares en cualquier región o localidad reemplazará las designaciones de áreas prohibidas y restringidas realizadas por el Procurador General en virtud de las proclamaciones del 7 y 8 de diciembre de 1941, y reemplazará la responsabilidad y autoridad del Procurador General en virtud de dichas proclamaciones con respecto a dichas áreas prohibidas y restringidas.
Por la presente autorizo y ordeno además al Secretario de Guerra y a los Comandantes Militares mencionados que tomen las demás medidas que él o el Comandante Militar apropiado consideren aconsejables para hacer cumplir las restricciones aplicables a cada área militar aquí en arriba autorizada a ser designada, incluyendo el uso de tropas Federales y otras Agencias Federales, con autoridad para aceptar la asistencia de agencias estatales y locales.
Por la presente autorizo y ordeno a todos los Departamentos Ejecutivos, establecimientos independientes y otras Agencias Federales, que asistan al Secretario de Guerra o a dichos Comandantes Militares en el cumplimiento de esta Orden Ejecutiva, incluyendo el suministro de ayuda médica, hospitalización, alimentos, ropa, transporte, uso de la tierra, refugio y otros suministros, equipos, utilidades, instalaciones y servicios.
Esta orden no deberá ser interpretada como modificando o limitando de ninguna manera la autoridad hasta ahora otorgada bajo la Orden Ejecutiva No. 8972, de fecha 12 de diciembre de 1941, ni se interpretará en el sentido de que limita o modifica el deber y la responsabilidad de la Oficina Federal de Investigación, con respecto a la investigación de presuntos actos de sabotaje o el deber y la responsabilidad del Fiscal General y el Departamento de Justicia en virtud de las Proclamaciones de 7 y 8 de diciembre de 1941, que prescriben normas para la conducta y el control de los enemigos extranjeros, excepto en la medida en que dicho deber y responsabilidad se sustituye por la designación de zonas militares en virtud del presente.
Franklin D. Roosevelt
La Casa Blanca,

19 de febrero de 1942.

## Antecedentes de la Orden
Tiene como origen una proclamación firmada el día del ataque a Pearl Harbor, el 7 de diciembre de 1941, la Orden Ejecutiva 9066 fue promulgada por el presidente Franklin Delano Roosevelt para regular estrictamente las acciones de los estadounidenses de origen japonés en Estados Unidos. En ese momento, a los estadounidenses de origen japonés no se les permitía solicitar la ciudadanía en Estados Unidos, a pesar de haber vivido en Estados Unidos durante generaciones. Esta proclamación declaró a todos los japoneses-americanos adultos "enemigos extranjeros", lo que provocó estrictas prohibiciones de viajar y una xenofobia masiva hacia los asiático-americanos. Las tensiones aumentaron en Estados Unidos, lo que provocó que el presidente Roosevelt firmara la Orden Ejecutiva 9066 el 19 de febrero de 1942.
La Orden era coherente con las opiniones raciales que Roosevelt había mantenido durante mucho tiempo sobre los japoneses-americanos. Durante la década de 1920, por ejemplo, había escrito artículos en el Macon Telegraph oponiéndose a los matrimonios mixtos entre blancos y japoneses por fomentar "la mezcla de sangre asiática con sangre europea o estadounidense" y elogiando la prohibición de California de que los japoneses de primera generación fueran propietarios de tierras. En 1936, siendo presidente, escribió en privado que, en relación con los contactos entre los marineros japoneses y la población local japonesa-estadounidense en caso de guerra, "todo ciudadano japonés o no ciudadano de la isla de Oahu que se encuentre con estos barcos japoneses o tenga alguna relación con sus oficiales u hombres debería ser identificado en secreto pero definitivamente y su nombre incluido en una lista especial de aquellos que serían los primeros en ser internados en un campo de concentración". Además, durante el periodo crucial posterior a Pearl Harbor el presidente no se había pronunciado a favor de los derechos de los japoneses-americanos a pesar de las exhortaciones de asesores como John Franklin Carter. Durante el mismo periodo, Roosevelt rechazó las recomendaciones del fiscal general Francis Biddle y de otros asesores de alto nivel, que se oponían al encarcelamiento de los estadounidenses de origen japonés.

## Exclusión en virtud de la Orden
El texto de la orden de Roosevelt no utilizaba los términos "japoneses" o "estadounidenses de origen japonés", sino que otorgaba a los funcionarios amplios poderes para excluir a "cualquier persona o a todas las personas" de una zona designada. (La falta de una mención específica a los japoneses o a los estadounidenses de origen japonés también caracterizó a la Ley Pública 77-503, que Roosevelt firmó el 21 de marzo de 1942 para hacer cumplir la orden.) No obstante, la OE 9066 estaba destinada a aplicarse casi exclusivamente a las personas de ascendencia japonesa. En particular, en una carta de 1943, el Fiscal General Francis Biddle recordó a Roosevelt que "Usted firmó la Orden Ejecutiva original que permitía las exclusiones para que el Ejército pudiera ocuparse de los japoneses. Nunca se pretendió que se aplicara a italianos y alemanes".
Se aprobó la Ley Pública 77-50 (tras sólo una hora de debate en el Senado y treinta minutos en la Cámara de Representantes) para hacer cumplir la orden ejecutiva. De la autoría del funcionario del Departamento de Guerra Karl Bendetsen -quien más tarde sería ascendido a Director de la Administración de Control Civil en Tiempos de Guerra y supervisaría el encarcelamiento de japoneses-estadounidenses-, la ley convertía las violaciones de las órdenes militares en delitos menores punibles con multas de hasta 5.000 dólares y un año de prisión.
Utilizando una interpretación amplia de la OE 9066, el teniente general John L. DeWitt emitió órdenes que declaraban ciertas áreas del oeste de Estados Unidos como zonas de exclusión en virtud de la Orden Ejecutiva. A diferencia de la OE 9066, el texto de estas órdenes especificaba "todas las personas de ascendencia japonesa". Como resultado, aproximadamente 112.000 hombres, mujeres y niños de ascendencia japonesa fueron desalojados de la costa oeste de los Estados Unidos continentales y retenidos en campos de reubicación estadounidenses y otros lugares de confinamiento en todo el país.
Roosevelt esperaba establecer campos de concentración para japoneses-americanos en Hawái incluso después de firmar la Orden Ejecutiva 9066. El 26 de febrero de 1942, informó al Secretario de Marina Knox de que "hacía tiempo que pensaba que la mayoría de los japoneses debían ser trasladados de Oahu a una de las otras islas". Sin embargo, el tremendo coste, incluido el desvío de barcos del frente de batalla, así como la resistencia silenciosa del comandante militar local, el general Delos Emmons, hicieron que esta propuesta fuera inviable y los japoneses-estadounidenses de Hawái nunca fueron encarcelados. Aunque la población japonesa-estadounidense en Hawái era casi el 40% de la población del territorio y Hawái habría sido el primero en la línea de un ataque japonés, sólo unos pocos miles de personas fueron detenidas allí. Este hecho apoyó la conclusión final del gobierno de que la expulsión masiva de japoneses étnicos de la costa oeste estaba motivada por razones distintas a la "necesidad militar".
Los estadounidenses de origen japonés y otros asiáticos en Estados Unidos habían sufrido durante décadas prejuicios y temores por motivos raciales. Las leyes de discriminación racial impedían a los asiático-americanos poseer tierras, votar, testificar contra los blancos en los tribunales y establecían otras restricciones. Además, el FBI, la Oficina de Inteligencia Naval y la División de Inteligencia Militar habían estado vigilando a las comunidades de estadounidenses de origen japonés en Hawái y en el territorio continental de EE. UU. desde principios de los años 30. A principios de 1941, el presidente Roosevelt encargó en secreto un estudio para evaluar la posibilidad de que los estadounidenses de origen japonés supusieran una amenaza para la seguridad de EE. UU.. El informe, presentado un mes antes del bombardeo japonés de Pearl Harbor, concluyó que "no habrá un levantamiento armado de japoneses" en Estados Unidos. "En su mayor parte", decía el Informe Munson, "los japoneses locales son leales a Estados Unidos o, en el peor de los casos, esperan que permaneciendo tranquilos puedan evitar los campos de concentración o las turbas irresponsables". Una segunda investigación iniciada en 1940, redactada por el oficial de Inteligencia Naval Kenneth Ringle y presentada en enero de 1942, tampoco encontró pruebas de actividad de la quinta columna e instaba contra el encarcelamiento masivo. Ambas fueron ignoradas por los líderes militares y políticos.
Más de dos tercios de las personas de etnia japonesa que fueron encarceladas eran ciudadanos estadounidenses. Muchos del resto habían vivido en el país entre 20 y 40 años. La mayoría de los estadounidenses de origen japonés, en particular la primera generación nacida en Estados Unidos (los nikkei), se identificaban como leales a Estados Unidos de América. Ningún ciudadano estadounidense de origen japonés o japonés residente en Estados Unidos fue declarado culpable de sabotaje o espionaje.
Había 10 de estos campos de internamiento en todo el país, llamados "centros de reubicación". Había dos en Arkansas, dos en Arizona, dos en California, uno en Idaho, uno en Utah, uno en Wyoming y uno en Colorado.

## Campos de la Segunda Guerra Mundial bajo la Orden
El Secretario de Guerra Henry L. Stimson era responsable de ayudar a las personas reubicadas con transporte, comida, refugio y otros alojamientos y delegó en el coronel Karl Bendetsen la administración de la expulsión de los japoneses de la costa oest. Durante la primavera de 1942, el general John L. DeWitt emitió órdenes al Mando de Defensa Occidental para que los japoneses-americanos se presentaran para su expulsión. Los "evacuados" fueron llevados primero a centros de reunión temporales, recintos feriales requisados y pistas de carreras de caballos, donde las viviendas eran a menudo establos convertidos. A medida que finalizaba la construcción de los campos más permanentes y aislados de la Autoridad de Reubicación de Guerra, la población era trasladada en camiones o trenes. Estos alojamientos consistían en edificios con paredes de papel de alquitrán en zonas del país con inviernos rigurosos y veranos a menudo calurosos. Los campos estaban vigilados por soldados armados y cercados con alambre de espino (medidas de seguridad que no aparecen en las fotografías publicadas de los campos). Los campos albergaban hasta 18.000 personas y eran pequeñas ciudades, con atención médica, comida y educación proporcionadas por el gobierno. A los adultos se les ofrecían "trabajos de campo" con sueldos de 12 a 19 dólares al mes, y muchos de los servicios de los campos, como la atención médica y la educación, corrían a cargo de los propios internos.

## Rescisión, disculpas y reparación

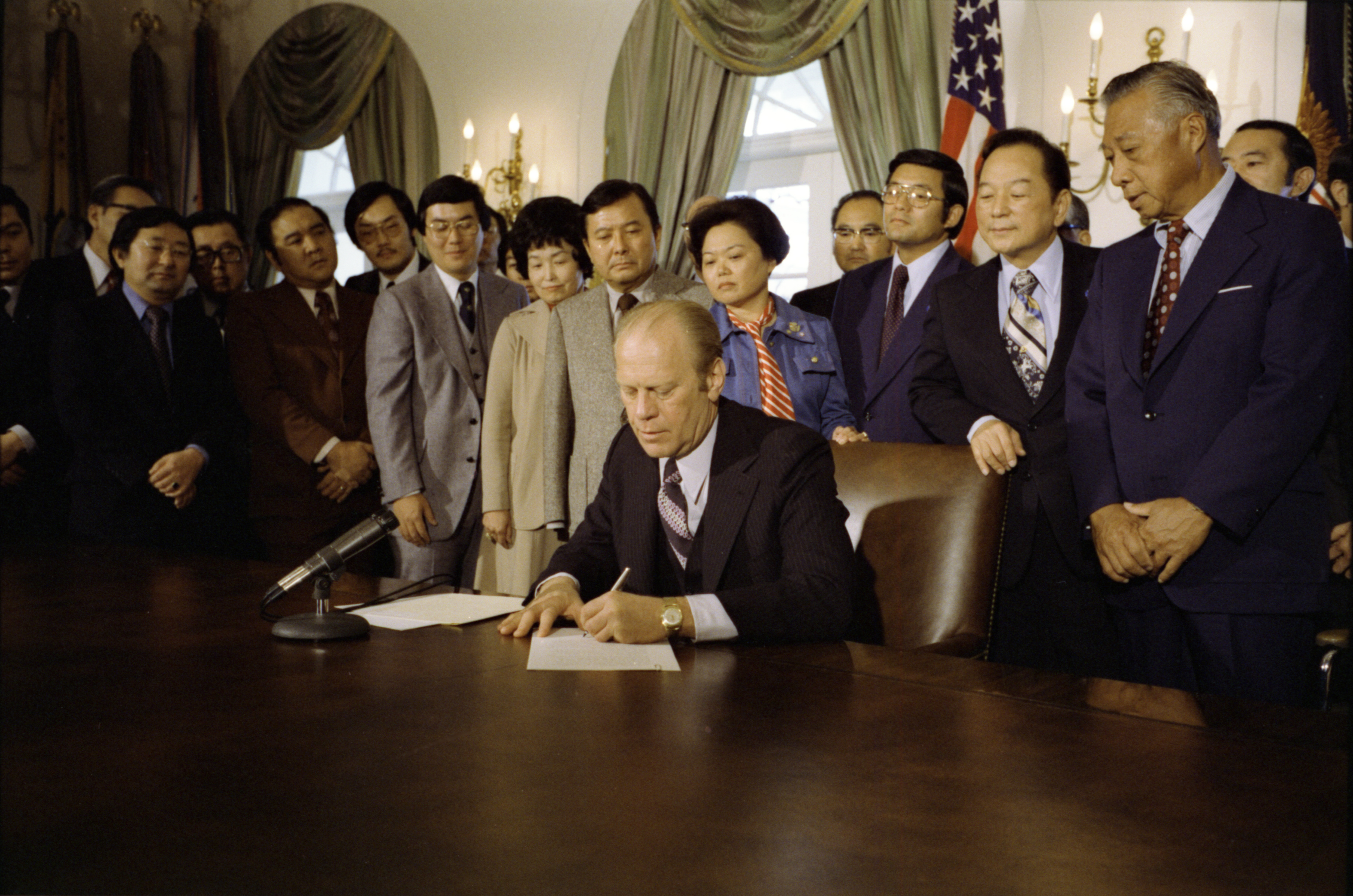
El presidente Gerald Ford firma una proclamación que confirma la finalización de la Orden Ejecutiva 9066 (19 de febrero de 1976).

En 1943 y 1944, Roosevelt no liberó a los encarcelados en los campos a pesar de las peticiones del fiscal general Francis Biddle y del secretario de Interior Harold L. Ickes. Ickes achacó la inacción del presidente a su necesidad de ganar California en unas elecciones potencialmente reñidas. En diciembre de 1944, Roosevelt suspendió la Orden Ejecutiva tras la decisión de la Corte Suprema Ex parte Endo. Los detenidos fueron liberados, a menudo a instalaciones de reasentamiento y alojamientos temporales, y los campos se cerraron en 1946.
El 19 de febrero de 1976, el presidente Gerald Ford firmó una proclamación en la que ponía fin formalmente a la Orden Ejecutiva 9066 y pedía disculpas por el internamiento: "Ahora sabemos lo que deberíamos haber sabido entonces: no sólo esa evacuación fue un error, sino que los japoneses-estadounidenses eran y son estadounidenses leales. En el campo de batalla y en casa, los nombres de los japoneses-estadounidenses han sido y siguen siendo escritos en la historia por los sacrificios y las contribuciones que han hecho al bienestar y a la seguridad de ésta, nuestra Nación común".
En 1980, el presidente Jimmy Carter firmó una ley para crear la Comisión sobre Reubicación e Internamiento de Civiles en Tiempos de Guerra (CWRIC, por sus siglas en inglés). La CWRIC fue designada para llevar a cabo un estudio gubernamental oficial sobre la Orden Ejecutiva 9066, las órdenes de guerra relacionadas y sus efectos sobre los japoneses-americanos en el Oeste y los nativos de Alaska en las Islas Pribilof.
En diciembre de 1982, la CWRIC publicó sus conclusiones en Personal Justice Denied (Justicia personal denegada), en las que concluía que el encarcelamiento de los japoneses-estadounidenses no había estado justificado por necesidades militares. El informe determinó que la decisión de encarcelar se basó en "prejuicios raciales, histeria de guerra y un fallo de liderazgo político". La Comisión recomendó remedios legislativos consistentes en una disculpa oficial del Gobierno y el pago de indemnizaciones de 20.000 dólares a cada uno de los supervivientes; se creó un fondo de educación pública para ayudar a garantizar que esto no volviera a ocurrir (Ley pública 100-383).
El 10 de agosto de 1988, Ronald Reagan promulgó la Ley de Libertades Civiles de 1988, basada en las recomendaciones de la CWRIC. El 21 de noviembre de 1989, George H. W. Bush firmó un proyecto de ley que autorizaba el pago de indemnizaciones entre 1990 y 1998. En 1990, los internados supervivientes empezaron a recibir indemnizaciones individuales y una carta de disculpa. Este proyecto de ley se aplicó a los japoneses-estadounidenses y a los miembros del pueblo aleutiano que habitaban las estratégicas islas Aleutianas, en Alaska, que también habían sido reubicados.

## Vida después de los campos
En los años posteriores a la guerra, los japoneses-estadounidenses internados tuvieron que reconstruir sus vidas tras haber sufrido grandes pérdidas personales. Los ciudadanos estadounidenses y residentes de larga data que habían sido encarcelados perdieron sus libertades personales. Muchos también perdieron sus hogares, negocios, propiedades y ahorros. A las personas nacidas en Japón no se les permitió nacionalizarse estadounidenses hasta después de la aprobación de la Ley de Inmigración y Nacionalidad de 1952, que anuló la Ley de Inmigración de 1924 y restableció la legalidad de la inmigración desde Japón a EE. UU.
Muchos japoneses estadounidenses esperaban volver a sus hogares, pero pronto se dieron cuenta de que todas las posesiones que podían llevar consigo eran confiscadas por el gobierno. En lugar de sus hogares, el gobierno federal proporcionó remolques en algunas zonas para los japoneses estadounidenses que regresaban. La populosa comunidad asiático-estadounidense anterior al encarcelamiento disminuyó drásticamente, ya que muchos sintieron que no había vida a la que volver y optaron por empezar de nuevo en otro lugar. Con los efectos residuales de haber sido encarcelados sin cometer un delito, la comunidad japonesa-estadounidense experimentó un fuerte trauma y un racismo continuo por parte de sus compatriotas. Aunque recibieron una indemnización de 20.000 dólares por haber sobrevivido al encarcelamiento, muchos japoneses-americanos temían que aumentara la xenofobia y que se minimizara el trauma que la comunidad japonesa sufrió durante el encarcelamiento en la Segunda Guerra Mundial. A pesar de las injusticias cometidas contra su comunidad, los japoneses-americanos lograron superar lentamente la criminalización y el encarcelamiento de su comunidad y llegaron a reconocer el 19 de febrero, día en que el presidente Roosevelt firmó la Orden Ejecutiva 9066, como un Día Nacional del Recuerdo para que los estadounidenses reflexionaran sobre los acontecimientos que tuvieron lugar.

## Recusaciones judiciales

### Korematsu contra los Estados Unidos

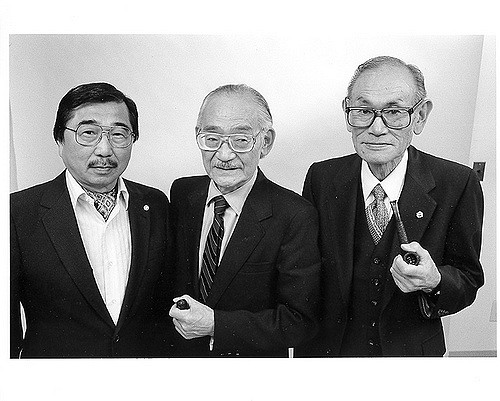
Gordon Hirabayashi, Minoru Yasui, Fred Korematsu

Tras la firma de la Orden Ejecutiva 9066 en febrero de 1942, se exigió a todos los japoneses-estadounidenses que abandonaran sus hogares y fueran trasladados a campos militares por motivos de seguridad nacional. Fred Korematsu, de 23 años en aquel momento, decidió no acatar la orden, a diferencia de sus padres, que abandonaron su hogar y su vivero de flores. En su lugar, Korematsu se sometió a cirugía plástica para alterar el aspecto de sus ojos y cambió su nombre por el de Clyde Sarah, alegando herencia española y hawaiana. Seis meses después, el 30 de mayo, Korematsu fue detenido por violar la orden, lo que dio lugar a un juicio en un Tribunal Federal de San Francisco. Su caso fue presentado por la Unión Americana de Libertades Civiles, que intentó impugnar si esta orden era constitucional o no. Tras perder el caso, Korematsu apeló la decisión hasta el Tribunal Supremo, donde en una decisión de 6-3, la orden se mantuvo por razones de "necesidad militar".

### Hirabayashi contra los Estados Unidos
La orden de FDR incluía un toque de queda que comenzaba a las 8 de la noche y terminaba a las 6 de la mañana para todos los descendientes de japoneses. El estudiante de la Universidad de Washington, Gordon Hirabayashi, se negó a acatar la orden en un acto de desobediencia civil, lo que provocó su detención. Al igual que el caso de Korematsu, fue apelado y llegó hasta el Tribunal Supremo. El Tribunal Supremo dictaminó por unanimidad que su arresto era constitucional sobre la base de la necesidad militar. Fue condenado a seis meses de prisión como consecuencia de su desobediencia civil.

### Yasui contra los Estados Unidos
Minoru Yasui se licenció en Derecho en 1939 por la Universidad de Oregón y fue el primer abogado estadounidense de origen japonés admitido en el colegio de abogados del estado de Oregón. Empezó a trabajar como cónsul en Chicago para el gobierno japonés, pero dimitió poco después del ataque a Pearl Harbor. De regreso a Oregón, donde había nacido, intentó alistarse en el ejército estadounidense, pero se lo denegaron. Fue detenido en diciembre de 1941 por violar el toque de queda militar, lo que condujo a su arresto y a la congelación de sus bienes. Para probar la constitucionalidad del toque de queda, Yasui se presentó en comisaría a las 11 de la noche, cinco horas después del toque de queda. Yasui fue declarado culpable de violar el toque de queda y se le impuso una multa de 5000 dólares por no ser ciudadano estadounidense, a pesar de haber nacido en Oregón. Cumplió una condena de un año de prisión. Yasui recurrió su caso ante el Tribunal Supremo, que declaró que el toque de queda era constitucional por necesidad militar.

### Reapertura de casos y justicia
En 1983, Peter Irons y Aiko Herzig-Yoshinaga descubrieron una prueba crucial que les permitió solicitar la reapertura del caso Korematsu. La prueba era una copia del informe original del capitán de corbeta K.D. Ringle de la Marina estadounidense, que no había sido destruido. El informe respondía a la cuestión de la lealtad japonesa a EEUU. En el informe se afirmaba que los japoneses-estadounidenses no suponían realmente una amenaza para el gobierno de EE. UU., lo que demostraba que la aprobación de la Orden Ejecutiva 9066 se basaba totalmente en la falsa pretensión de que los japoneses-estadounidenses eran "extranjeros enemigos". Esta nueva prueba encontrada era un documento que no había sido destruido por el gobierno de EE. UU. en el que se incluía a las agencias de inteligencia del gobierno citando que los japoneses-estadounidenses no suponían ninguna amenaza militar. Los casos de Korematsu, Hirabayashi y Yasui fueron reabiertos y anulados sobre la base de la mala conducta del gobierno el 10 de noviembre de 1983. En 2010, el estado de California aprobó un proyecto de ley que nombraría el 30 de enero Día de Fred Korematsu, haciendo de este el primer día en ser nombrado después de un asiático-americano. Korematsu v. Estados Unidos fue anulado oficialmente en 2018, con la juez Sonia Sotomayor, describiendo el caso como "gravemente equivocado el día en que se decidió".

## Legado
El 19 de febrero, aniversario de la firma de la Orden Ejecutiva 9066, es ahora el Día del Recuerdo, una conmemoración anual de la injusta encarcelación de la comunidad japonesa-estadounidense. En 2017, el Smithsonian inauguró una exposición sobre estos acontecimientos con obras de arte de Roger Shimomura. En ella se contextualiza e interpreta el trato que recibieron los estadounidenses de origen japonés durante la Segunda Guerra Mundial. En febrero de 2022, con motivo del 80 aniversario de la firma de la orden, los partidarios presionaron para que se aprobara la Ley de Sitio Histórico Nacional de Amache designación histórica del Centro de Reubicación de Guerra de Granada, en Colorado.